# Twisted Shadows
Twisted Shadows è un singolo del cantante britannico Richard Henshall, pubblicato il 15 luglio 2019 come primo estratto dal primo album in studio The Cocoon.

## Descrizione
Si tratta di un brano progressive metal influenzato dal jazz e dal fusion, con una struttura ritmica ispirata al djent. Alla sua realizzazione hanno partecipato anche Ross Jennings, frontman degli Haken (gruppo del quale fa parte anche Henshall), e Jordan Rudess dei Dream Theater, che esegue un assolo nella sezione strumentale. Riguardo alla concezione del brano, Henshall ha spiegato:

## Tracce
Testi e musiche di Richard Henshall.
1. Twisted Shadows – 8:47

## Formazione
- Richard Henshall – chitarra, tastiera, voce, produzione
- Conner Green – basso, arrangiamento aggiuntivo del basso
- Matt Lynch – batteria, arrangiamento aggiuntivo della batteria
- Ross Jennings – voce
- Jordan Rudess – assolo di tastiera
- Simon Grove – coproduzione, missaggio, mastering
- Sevcan Yuksel Henshall – copertina